# Saginaw Spirit
Die Saginaw Spirit sind ein US-amerikanisches Junioren-Eishockeyteam aus Saginaw, Michigan, das momentan in der Ontario Hockey League, einer der drei Profi-Juniorenligen der Canadian Hockey League, spielt.

## Geschichte
Das Team entstand im Jahr 2002 als die North Bay Centennials mit ihrem Besitzer Dick Garber aus der kanadischen Provinz Ontario nach Saginaw umzogen und dort den Spielbetrieb unter ihrem neuen Namen aufnahmen.
Seine Wurzeln hat das heutige Franchise in St. Catharines, Ontario, wo es von 1943 bis 1976 als Falcons, Teepees und Black Hawks spielte. 1954 und 1960 gewann das Team den Memorial Cup, die kanadische Juniorenmeisterschaft. 1976 zogen die St. Catharines Black Hawks nach Niagara Falls, wo sie bis zum erneuten Umzug nach North Bay als Flyers auf dem Eis standen.
Seit das Team in Michigan angesiedelt ist, hat der Verein umfangreiche Werbearbeit betrieben, sodass sowohl die Fangemeinde als auch die Anzahl an Dauerkartenbesitzern stark vergrößert werden konnte. Heute haben die Spirit einen der höchsten Zuschauerdurchschnitte in der gesamten Ontario Hockey League.
In der Saison 2005/06 erreichte das Franchise zum ersten Mal als Saginaw Spirit die OHL-Playoffs, aus denen man allerdings schon in der ersten Runde gegen die Guelph Storm ausschied.

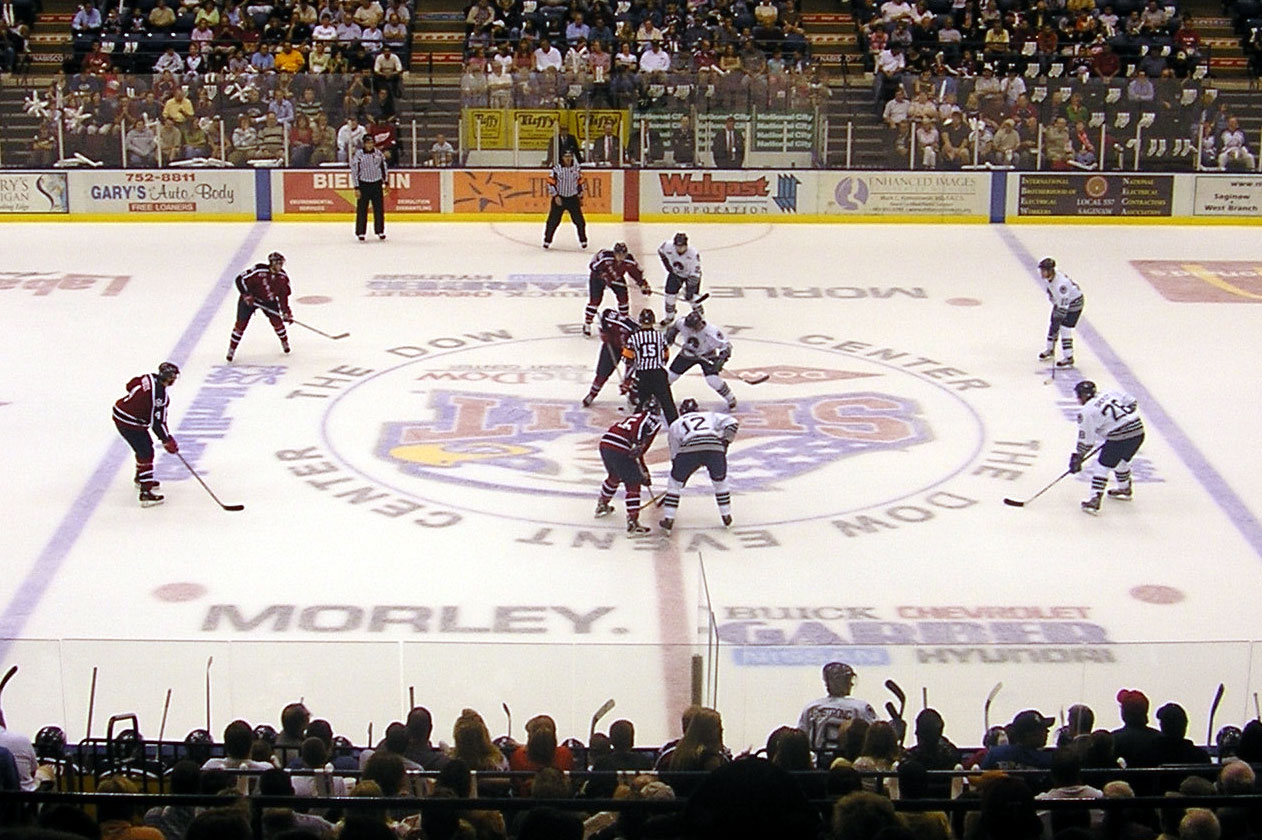
Spiel der Spirit gegen die Plymouth Whalers

## Trainer
- 2002/03: – Dennis Desrosiers
- 2003/04: – Dennis Desrosiers / Moe Mantha
- 2004/05: – Doug Lidster / Bob Mancini
- 2005/06: – Bob Mancini
- 2006/07: – Bob Mancini

## Spieler

### Awards
Spieler, der Saginaw Spirit, die einen ligaweiten Award erhalten haben:
- 2003/2004: Patrick McNeill – Jack Ferguson Award – Erster Draft-Pick im OHL  Priority Draft
- 2005/06:
  - Ryan Daniels – F.W. "Dinty" Moore Trophy – Torwart-Rookie mit bestem Gegentorschnitt
  - Craig Goslin – OHL Executive of the Year

- 2006/07:
  - Tom Pyatt – William Hanley Trophy – sportmännischster Spieler des Jahres
  - Craig Goslin – OHL Executive of the Year

### Erstrunden-Draftpicks im NHL Entry Draft
| Name          | Jahr | Draft-Position | Team              |
| Matt Corrente | 2006 | 30.            | New Jersey Devils |
| Cole Perfetti | 2020 | 10.            | Winnipeg Jets     |

### NHL-Spieler
Seit 2002 brachten die Saginaw Spirit einige Spieler hervor, die später Spiele in der National Hockey League absolvierten:
- Paul Bissonnette
- T.J. Brodie
- Ben Chiarot
- Matt Corrente
- Filip Hronek
- Jamie Oleksiak
- Geoff Platt
- Dalton Prout
- Tom Pyatt
- Brandon Saad
- Mitchell Stephens
- Chris Thorburn
- Owen Tippett
- Vincent Trocheck

## Resultate

### Playoffs
- 2002–03 nicht qualifiziert
- 2003–04 nicht qualifiziert
- 2004–05 nicht qualifiziert
- 2005–06 0–4 gegen die Guelph Storm im Conference-Viertelfinale
- 2006–07 2–4 gegen die Sault Ste. Marie Greyhounds im Conference-Viertelfinale
- 2007–08 0–4 gegen die Sault Ste. Marie Greyhounds im Conference-Viertelfinale
- 2008–09 0–4 gegen die London Knights im Conference-Halbfinale
- 2009–10 2–4 gegen die Kitchener Rangers im Conference-Viertelfinale
- 2010–11 4-2 gegen die Guelph Storm im Conference-Viertelfinale
2-4 gegen die Windsor Spitfires im Conference-Halbfinale
- 2011–12 4-2 gegen die Sarnia Sting im Conference-Viertelfinale
2-4 gegen die London Knights im Conference-Halbfinale
- 2012–13 0-4 gegen die London Knights im Conference-Viertelfinale
- 2013–14 1-4 gegen die Erie Otters im Conference-Viertelfinale

## Arena
Ihre Heimspiele tragen die Spirit in der 5.527 Zuschauer fassenden Wendler Arena, die ein Teil des The-Dow-Event-Center-Komplex in Downtown Saginaw ist, aus. Am 31. Januar 2007 fand zudem das OHL All-Star Classic in der Arena statt. Es war das erste Mal, dass das All-Star Game der Liga in einer US-amerikanischen Stadt ausgetragen wurde. Zuvor war das Stadion mit einer Eisfläche von 58,5 m × 26 m bereits Heimstätte der Saginaw Gears, der Saginaw Generals, der Saginaw Hawks, der Saginaw Wheels und der Saginaw Lumber Kings.